# Marta Davouze
Marta Davouze, dříve Marta Železná rozená Březnovská (12. května 1945 Praha – 4. července 2018 Manoir De Langourian, Bretaň, Francie) byla česká nakladatelka, publicistka a spisovatelka.

## Profesionální kariéra
Vystudovala Filozofickou fakultu UK, působila jako knihovnice a nakladatelská redaktorka. Založila Společnost Franze Kafky, byla dlouholetou ředitelkou Centra Franze Kafky, které vydalo poprvé v úplnosti dílo Karla Poláčka (edice Spisy Karla Poláčka) a Franze Kafky (v edici Dílo Franze Kafky). Je považována za inspirátorku Ceny Franze Kafky a pražského pomníku Franze Kafky od Jaroslava Róny.

## Rodina
Dlouhá léta byla manželkou Vladimíra Železného, se kterým se znala již od gymnázia. a měla s ním dva syny – Davida (1969–2023) a Jakuba (* 1973). Rozvedli se v roce 2001. Jejím druhým manželem byl Francouz Joël Davouze, se kterým žila v Bretani.